# Operațiunea Berlin (evacuarea din Arnhem)
Operațiunea Berlin (25–26 septembrie 1944) a fost evacuarea pe timp de noapte a resturilor Diviziei I aeropurtate, încercuite de forțele germane la nord de cursul inferior al Rinului în Olanda, departe de grosul trupelor aliate, la finalul Operațiunii Market Garden din timpul celei de-a doua conflagrații mondiale. Obiectivul operațiunii a fost evacuarea în condiții sigure a supraviețuitorilor diviziei, încercuită pe trei laturi de forțele Wehrmachtului, în primejdie să fie distrusă. Operațiunea militară s-a încheiat cu evacuarea a aproximativ 2.400 de militari ai Diviziei I aeropurtate, punând capăt  „Market Garden” – planul îndrăzneț al aliaților pentru forțarea cursului Rinului în încheierea luptelor războiului până la sfârșitul anului 1944. Supraviețuitorii regimentului de piloți de planoare atașați Diviziei I aeropurtate au primit sarcina montării unei panglici albe prin zona împădurită, de la zona Hotelul Hartenstein, până la malul de nord al Rinului, unde geniștii militari canadieni așteptau cu mici bărci de asalt să evacueze militarii aliați încercuiți spre un loc sigur de la nord de Driel.

## Contextul general

### Bătalia de la Arnhem
În septembrie 1944, aliații au declanșat Operațiunea Market Garden prin care Armata a 2-a britanică încerca să ocolească Linia Siegfried și să avanseze în Regiunea Ruhr – inima industrială a Germaniei Naziste. Operațiunea presupunea ca Divizia I aeropurtată britanică și Diviziile aeropurtate a 82-a și a 101-a americane să cucerească mai multe poduri peste râuri și canale din Olanda, principalul obiectiv fiind podul de la Arnhem. Preluarea controlului asupra acestor poduri ar fi fost urmată de acțiunea Corpului XXX comandat de generalul Brian Horrocks, care trebuia să înainteze aproximativ 48 km până la cei 10.095 de parașutiști și infanteriști aeropurtați, la Arnhem și, folosind podurile cucerite de la germani, să înainteze în valea Ruhrului. 
Parașutiștilor li s-a spus că vor trebui sa reziste doar două zile, după care urmau să fie înlocuiți de militarii Corpului XXX. Dintre militarii care au fost trimiși să lupte la Arnhem, aproximativ 40% erau membrii a două regimente de parașutiști britanici, în sprijinul cărora urmau să vină membrii Brigăzii I de parașutiști polonezi. Restul efectivelor diviziei erau completate cu militari din diferite alte arme – un regiment de infanterie aeropurtată, baterii de artilerie, subunități de intendență și medicale . Toți acești militari au fost parașutați sau transportați cu planoare pilotate de peste 1.200 de membri ai regimentului de piloți de planoare – aproape întregul efectiv al regimentului participând la acțiune. Parașutările și aterizările planoarelor s-au întins pe durata a trei zile începând cu data de 17 septembrie. Militarii aliați au întâlnit o rezistență germană mai puternică decât așteptaseră planificatorii operațiunii. Printre trupele germane în defensivă s-au aflat inclusiv unități de elită precum Corpul II Panzer SS. Doar un grup restrâns de militari aliați sub conducerea locotenent colonelului John Dutton Frost a reușit să ajungă la podul rutier de la Arnhem (pod numit în zilele noastre „John Frost”), să cucerească unul dintre capete și să păstreze controlul asupra acestuia. Deși au fost copleșiți numeric și din punct de vedere al dotării, militarii lui Frost au rezistat patru zile. Restul diviziei a format o poziție defensivă puternică („Perimetrul”) în zona Hotelului Hartenstein (transformat în zilele noastre în Muzeul Trupelor Aeropurtate) din Oosterbeek, o suburbie a Arnhemului, în speranța că militarii Corpului XXX aveau totuși să ajungă aici, să forțeze cursul fluviului și să cucerească un cap de pod. Brigada I independentă de parașutiști polonezi a aterizat la sud de râu pe 21 septembrie, dar nu avea în dotare bărcile necesare traversării cursului de apă. Între timp, Corpul XXX înainta încet spre punctul de întâlnire, iar elementele sale cele mai avansate nu au reușit să ia contactul cu polonezii la Driel decât pe 22 septembrie.

### Eforturile pentru sprijinirea Diviziei I
Generalul Roy Urquhart, comandantul Diviziei I, a cerut inițial ca Brigada I poloneză să traverseze râul în noaptea de 21 septembrie și să își ocupe pozițiile ordonate. Numai că nicio unitate nu avea în dotare bărci sau plute, iar polonezii s-au văzut obligați să se retragă în timpul nopții la Driel, unde să organizeze o linie defensivă. Elementele avansate ale Corpului XXX au ajuns la Driel în ziua următoare, dar în același timp, germanii au organizat un front de blocare în vest, pentru prevenirea înaintării aliate spre podul rutier.
În timpul zilei, Divizia I a făcut rost de șase bărci de cauciuc, iar Urquhart le-a cerut din nou polonezilor să traverseze râul. În noaptea de 22 septembrie a fost declanșată acțiunea de traversare, dar cele două frânghii care trebuiau să asigure tractarea bărcilor s-au rupt, iar vâslele bărcilor s-au dovedit prea mici pentru navigarea în curentul foarte puternic al fluviului. Doar 55 de oameni au reușit să ducă la capăt traversarea, dintre care doar 35 au reușit să ajungă până la pozițiile britanicilor.
Pe data de 23, la Driel a sosit Divizia a 43-a Wessex. Din stocurile acestei divizii trebuiau distribuite bărci de asalt pentru traversarea fluviului de către parașutiștii polonezi. Din nefericire, bărcile au ajuns târziu pe poziții, iar polonezii, care nu erau obișnuiți cu acel timp de ambarcațiune, nu au reușit să trimită pe celălalt mal decât 153 de oameni, mai puțin de 25% din efectivul propus.
În ziua de 24, Horrocks a inspectat pozițiile polonezilor pentru evaluarea situației. În seara aceleiași zile a fost convocată o ședință la Valburg pentru discutarea celor mai bune variante pentru sprijinirea Diviziei I. Comandantul Diviziei a 43-a (Wessex) a venit cu propunerea trimiterii pe celălalt mal a unuia dintre batalioanele de sub comanda sa și a unui batalion polonez – spre nemulțumirea profundă a comandantului polonez, generalul Stanisław Sosabowski. Se pare că Horrocks și-a dat seama că Divizia I se află într-o poziție care devenea tot mai greu de menținut și s-a început conceperea unui plan de retragere.
În acea noapte, încercările de traversare a râului s-au încheiat cu eșecuri de proporții. Pentru traversarea celor două batalioane a fost adus un număr insuficient de bărci. Din acest motiv, doar Batalionul 4 al Regimentului „Dorsetshire” a avut timp să încerce forțarea cursului de apă. Soldații britanici au debarcat din păcate într-o zonă bine apărată de germani, iar dintre cei 315 oameni care au ajuns pe celălalt mal, peste 200 au fost luați prizonieri. Doi dintre cei care au ajuns totuși la parașutiștii britanici comandați de Urquhart i-au predat acestuia schițele planurilor de retragere.

## Planul
În cadrul unei întâlniri dintre Miles Dempsey, Frederick Browning și Brian Horrocks, s-a ajuns la concluzia că soldații aliați de la Arnhem trebuie evacuați de urgență. Planul lui Urquhart presupunea ca un mic grup de soldați să formeze o linie defensivă subțire în perimetrul de la Oosterbeek. După aceasta, sub acoperirea întunericului nopții, grosul trupelor trebuia să se retragă de-a lungul unei benzi albe întinse pe pământ de supraviețuitorii regimentului piloților de planoare. Ultimii apărători aveau să se retragă încet la sfârșit și să traverseze la rândul lor Rinul. Pentru ca germanii să nu descopere retragerea și să creadă că britanicii erau încă în zonă, s-a hotărât ca traficul radio să continue la cote înalte și să se lanseze bombardamente puternice de artilerie asupra malului estic al fluviului, ceea ce ar fi trebuit să îi facă pe germani să creadă că urma o nouă debarcare în acea zonă. În tot acest timp, soldații Diviziei I aveau să traverseze Rinul și să se îndrepte spre satul Driel.
Un alt capitol al planului lui Urquhart prevedea ca un batalion de infanterie să fie plasat pe malului Rinului ca să împiedice strangularea de către un atac german a căii de retragere a restului militarilor Diviziei I.

## Rezultatul operațiunii
Dintre cei 10.095 de militari care fuseseră tansportați pe calea aerului la Arnhem, 2.500 mai erau încă valizi în noaptea de 25 septembrie. Dintre aceștia, au fost evacuați în siguranță 2.238 (dintre care 75 de infanteriști ai Regimentului 75 Dorset) de britanici și 160 de parașutiști polonezi.

## Monumentul Operațiunii Berlin
Cea mai mare parte a celor care au fost evacuați de la Arnhem au fost conduși cu bărci de asalt peste râu de către geniștii canadieni din Compania 23. Canadienii au pierdut șapte oameni în timpul acestei operațiuni. 
Pe malul sudic al Rinului a fost ridicat un monument pentru comemorarea rolului jucat de geniștii canadieni și britanici care au participat la Operațiunea Berlin.